# Gymnobela aquilarum
Gymnobela aquilarum é uma espécie de gastrópode do gênero Gymnobela, pertencente a família Raphitomidae.